# Deutsche Dreiband-Meisterschaft 1955

Veranstaltungsort: Köln

Die Deutsche Dreiband-Meisterschaft 1955 (DDM) war die 23. Ausgabe dieser Turnierserie und fand vom 7. bis 10. Mai in Köln, Nordrhein-Westfalen statt.

## Geschichte
Das Turnier war keine eigenständige Dreiband-Meisterschaft, sondern wurde als Teil der Fünfkampf-Meisterschaft gespielt und als Ergebnis herausgezogen und gewertet.
Der Titelverteidiger August Tiedtke durfte an der DDM nicht teilnehmen, da er als Saarländer nicht startberechtigt war, weil das Saarland zu diesem Zeitpunkt unabhängig war. Ernst Rudolph erspielte sich seinen zweiten Titel und alle Bestleistungen.

## Modus
Es spielte „Jeder gegen Jeden“ (Round Robin) auf 50 Punkte mit Nachstoß.

## Abschlusstabelle
| MP    | Match Points (Sieger = 2; Unentschieden = 1; Verlierer = 0) |
| Pkte. | Erzielte Karambolagen                                       |
| Aufn. | Benötigte Versuche                                          |
| GD    | Generaldurchschnitt                                         |
| BED   | Bester Einzeldurchschnitt eines Spielers                    |
| HS    | Höchstserie                                                 |
|       | Bester GD des Turniers                                      |
|       | Bester ED des Turniers                                      |
|       | Beste HS des Turniers                                       |
|       | 1. Platz (Gold)                                             |
|       | 2. Platz (Silber)                                           |
|       | 3. Platz (Bronze)                                           |

| 1                          | Ernst Rudolph (Köln)                 | 5:1 | 150 | 210 | 0,714 | 0,819 | 8 |
| 2                          | Walter Lütgehetmann (Frankfurt/Main) | 4:2 | 149 | 509 | 0,712 | 0,704 | 7 |
| 3                          | Siegfried Spielmann (Düsseldorf)     | 3:3 | 148 | 241 | 0,614 | 0,614 | 5 |
| 4                          | Josef Bolz (Köln)                    | 0:6 | 106 | 240 | 0,441 | –     | 4 |
| Turnierdurchschnitt: 0,614 |                                      |     |     |     |       |       |   |